# Mareuil-sur-Ourcq
Mareuil-sur-Ourcq település Franciaországban, Oise megyében. Lakosainak száma 1589 fő (2022. január 1.). Mareuil-sur-Ourcq Montigny-l’Allier, Boullarre, Marolles, Neufchelles, Rouvres-en-Multien, Thury-en-Valois és La Villeneuve-sous-Thury községekkel határos.

## Népesség
A település népességének változása:
| Lakosok száma | 1585 | 1617 | 1639 | 1613 | 1611 | 1604 | 1601 | 1599 | 1589 |
|               | 2013 | 2015 | 2016 | 2017 | 2018 | 2019 | 2020 | 2021 | 2022 |